# Kráter (film)
A Kráter (eredeti cím: Crater) 2023-ban bemutatott amerikai sci-fi kalandfilm, amelyet Kyle Patrick Alvarez rendezett. A főbb szerepekben Isaiah Russell-Bailey, Mckenna Grace, Billy Barratt, Orson Hong, Thomas Boyce és Scott Mescudi látható.
Amerikában és Magyarország 2023. május 12-én a Disney+ mutatta be.

## Cselekmény
2257-ben az emberek a Holdon bányásznak erőforrásokat, miután nem sikerült a kolonizálás. A bányászok 20 évig kénytelenek dolgozni, mielőtt engedélyt kapnak arra, hogy egy űrsiklóval egy másik bolygó, az Omega gyarmatosítására induljanak. Ha valaki meghal, mielőtt kitöltötte volna a neki járó éveket, a legközelebbi hozzátartozójának kell átvennie a hátralévő éveket, plusz a saját 20 évét. Caleb Channing apja, Michael egy bányászbalesetben meghal, és végrendeletében elrendeli, hogy Calebet az Omegára küldjék, mivel még nincs 18 éves. Caleb nem akar elmenni, mivel az apja egy térképet hagyott rá egy kráterhez a Holdon, amit megígérte, hogy megnéz. Ennek ellenére három napja van, mielőtt elviszik.
Caleb ráveszi legjobb barátját, Dylant, valamint barátaikat, Borney-t és Marcust, hogy egy roverrel elmenjenek a kráterhez. Ennek érdekében Dylan beszervezi Addison Weavert, egy nagy tekintélyű földi tudós lányát, hogy segítsen nekik megadni a bázis elhagyásához szükséges jelszavakat. Addison azzal a feltétellel egyezik bele, hogy ő is velük tart. Az gyerek a roverrel kocsikáznak a Hold felszínén, majd megállnak, hogy gyönyörködjenek a kilátásban. Útjuk során mindegyik gyerek elárul magáról dolgokat, például azt, hogy Borney neurotikus hajlamai annak köszönhetőek, hogy a bátyja mesél neki, Marcusnak pedig szívbetegsége van, ami miatt tablettákat kell szednie. Dylan elárulja, hogy az apja majdnem elhagyta őt és az anyját a bányában végzett munkája miatt.
Miközben az oxigénpalackokkal játszanak, Borney majdnem kilövi magát az űrbe, de a többi gyerek megmenti őt. Miután sok oxigént veszítettek, felkutatnak egy előőrsöt, és oda tartanak, hogy felfedezzék, hogy az valójában egy mintaotthon, amikor az emberek a Hold gyarmatosítását tervezték. A gyerekek oxigént és élelmet találnak, és ott töltik az éjszakát. Addison történeteket mesél a Föld történelméről és arról, hogy fél, hogy az emberiség mindent elveszít. A szülei válása után az édesanyja úgy döntött, hogy az öccsét, Charlie-t magával viszi az Omegára, ami elszomorítja őt. A gyerekek másnap kiviszik a rovert, csakhogy lemerül az akkumulátor. Addison megnyomja a vészhívó gombot, mielőtt elindulnak a kráterhez.
A gyerekek megérkeznek a kráterhez, ahol felfedezik, hogy az egy hatalmas világító kocka, amely egy földalatti bunker bejárata, amelyben egy tó és egy fa található. Megtalálják az elrejtett gombot, és a bunker a Föld felszínét szimulálja. A padlóban lévő rejtett hasadékban, amelybe egy csillagot karcoltak, Caleb megtalálja az édesanyja hamvait és egy fényképet a szüleiről, és az édesapja hamvait az édesanyja hamvai mellé helyezi. Caleb rájön, hogy az apja azért ölte meg magát, hogy az Omegába mehessen, és nem hajlandó elmenni, de Dylan azt mondja neki, hogy mennie kell. Marcus hirtelen összeesik a szívbetegségétől, és a gyerekek kénytelenek visszavinni őt a roverhez, csakhogy ekkor jön a meteorvihar. Sikerül visszaérniük, de Dylan vizorját megrepeszti egy lezuhanó kő, és eszméletét veszti, a rover első ablaka pedig betörik, így a gyerekek kénytelenek továbbra is a ruháikat viselni. Calebnek sikerül megbékélnie Dylannel, miközben fogy az oxigénjük, de jönnek a mentők.
Caleb arra ébred, hogy már az Omegába van, és elkeseredett, hogy nem tudott elbúcsúzni a barátaitól. Kap egy hangrögzítő készüléket, és megtudja, hogy a barátai mind jól vannak, és hogy évente egyszer üzenetet küldhettek neki Caleb 75 éves Omega-utazása alatt. Caleb megtudja, hogy Marcus baseballcsapatot alapított, és hogy Addison sztrájkot indított a bányászok szerződéseinek javítása érdekében. Sikerrel jártak, Borney lett a vezető adminisztrátor. Dylan és Addison végül összeházasodtak, gyerekeik lettek, később pedig unokáik. Caleb találkozik Charlie-val, és ők ketten megosztják egymással a történeteiket.

## Szereplők
| Szerep  | Színész                 | Magyar hang             |
| ------- | ----------------------- | ----------------------- |
| Caleb   | Isaiah Russell-Bailey   | Sándor Barnabás         |
| Caleb   | Hero Hunter (gyerek)    | Holló-Zsadányi Norman   |
| Addison | Mckenna Grace           | Dolmány-Bogdányi Korina |
| Dylan   | Billy Barratt           | Papp-Horváth Levente    |
| Dylan   | Brad Davidorf (felnőtt) | Mészáros Béla           |
| Dylan   | Dann Florek (idősebb)   | Szakács Tibor           |
| Borney  | Orson Hong              | Vida Bálint             |
| Marcus  | Thomas Boyce            | Kretz Boldizsár         |
| Michael | Scott Mescudi           | Nagy Ervin              |
| Maria   | Selenis Leyva           | Márton Eszter           |
| Charlie | Carson Minniear         | Rostás Ábel             |

### Magyar változat
- Magyar szöveg: Malinás Krisztina
- Hangmérnök: Téglás Bence
- Vágó: Kajdácsi Brigitta
- Gyártásvezető: Gelencsér Adrienne
- Szinkronrendező: Nikas Dániel
- Produkciós vezető: Várkonyi Krisztina

A szinkront a Mafilm Audio Kft. készítette el.

## A film készítése
A John Griffin által írt forgatókönyv eredetileg a 2015-ös Black List-en szerepelt, amely az év legjobb nem gyártott forgatókönyveinek éves listája, ahol 34 szavazatot kapott. 2017. november 8-án bejelentették, hogy a 20th Century Fox megvásárolta a forgatókönyvet Rpin Suwannath vizuális effektusfelügyelő pályázatából. A 20th Century Fox Disney általi felvásárlása következtében azonban a projekt fejlesztése leállt. 2021. január 12-én Shawn Levy eredetileg a film rendezéséről tárgyalt, de végül Kyle Patrick Alvarez lett. Levy a 21 Laps Entertainment produkciós partnerével, Dan Levine-nel együtt a projekt producere lett.
A forgatás 2021. június 21-én kezdődött Baton Rouge-ban található Celtic stúdióban. A forgatás Los Angelesben is zajlott, és 2021. augusztus 20-án ért véget.